# SN 2003bb
SN 2003bb – supernowa odkryta 21 lutego 2003 roku w galaktyce A123624+6208. W momencie odkrycia miała maksymalną jasność 25,60m.